# موزاییک رومی

یک موزاییک رومی روی دیواری در خانه نپتون (اسطوره) و آمفیتریته، هرکولانیوم، ایتالیا، قرن اول میلادی

موزاییک رومی (انگلیسی: Roman mosaic) یک معرق‌کاری است که در دوره تاریخ شهر رم، در طول جمهوری روم و بعدها امپراتوری روم ساخته شده‌است. موزاییک‌ها در انواع ساختمان‌های خصوصی و عمومی، در هر دو طبقه و دیوار مورد استفاده قرار می‌گرفتند، اگرچه برای دومی با فرسکوهای ارزان‌تر رقابت می‌کردند. آنها به شدت تحت تأثیر موزاییک‌های پیشین و معاصر هلنیستی هنر در یونان باستان قرار گرفتند و اغلب شامل چهره‌های مشهور تاریخ و اساطیر، مانند اسکندر مقدونی در موزائیک اسکندر بودند.
بخش بزرگی از نمونه‌های باقیمانده از موزاییک‌های دیواری از سایت‌های ایتالیایی مانند پمپئی و هرکولانیوم آمده‌است. در غیر این صورت، موزاییک‌های کف به احتمال بسیار بیشتری باقی مانده‌اند، زیرا بسیاری از آنها از حاشیه امپراتوری روم آمده‌اند. موزه ملی باردو در تونس (شهر) دارای مجموعه ای بسیار بزرگ از ویلاهای بزرگ در تونس مدرن است.